# Aloconota philonthoides
Aloconota philonthoides – gatunek chrząszcza z rodziny kusakowatych i podrodziny rydzenic.

## Taksonomia
Gatunek ten opisany został po raz pierwszy w 1854 roku przez Thomasa Vernona Wollastona pod nazwą Homalota philonthoides. 

## Morfologia
Chrząszcz o wydłużonym ciele długości od 2,6 do 3,2 mm. Ciemnobrązowa głowa ma wyłupiaste, większe niż u A. eichhoffi oczy w widoku górnym o mniej niż połowę krótsze od rozdętych i niekompletnie obrzeżonych listewkowato skroni. Czułki są brązowe. Przedplecze jest ciemnobrązowe, wyraźnie szagrynowane. Barwa pokryw bywa od jasnożółtobrązowej po brązową, a ich powierzchnia ma wyraźne, niezbyt gęste, chropowate punktowanie. Kolor odnóży jest żółty, często ciemniejszy na udach. Stopy tylnej pary mają człon pierwszy znacznie dłuższy od drugiego. Odwłok ma równoległe w zarysie boki, a jego punktowanie jest drobne i rozproszone. U podstawy czwartego tergitu brak jest poprzecznego wcisku.

## Ekologia i występowanie
Owad ten zasiedla doliny rzeczne, zwłaszcza w górach i na przedgórza. Licznie znajdowany bywa pod napływkami.
W Europie gatunek znany z Irlandii, Wielkiej Brytanii, Niemiec, Austrii, Włoch, Danii, Szwecji, Norwegii, Finlandii, Estonii, Polski, Czech i Słowacji. W Afryce Północnej podawany jest z Madery. Ponadto zawleczony został do krainy etiopskiej.